# Ruisseau à l'Eau Claire (rivière Noire)
Pour les articles homonymes, voir Rivière Noire et Black River.
Le ruisseau à l'Eau Claire (Anglais : West Branch Little Black River) est un cours d'eau du sud du Québec (Canada) et du nord du Maine (États-Unis). Le cours de cette rivière coule dans :
- la MRC de Kamouraska (au Québec) : municipalité de Saint-Athanase ;
- la MRC de Témiscouata (au Québec) : territoire non organisé de Picard ;
- le comté d’Aroostook (Maine) : dans le North Maine Woods, zone T13 R13 Wels.

## Géographie
La partie supérieure du ruisseau à l'Eau Claire débute dans les monts Notre-Dame à la confluence de la branche Ouest du Ruisseau à l’Eau Claire et du Petit ruisseau à l’Eau Claire, dans la municipalité de Saint-Athanase, dans la municipalité régionale de comté (MRC) de Témiscouata, dans le Bas-Saint-Laurent, au Québec.
Cette confluence de deux ruisseaux est située à :
- 0,6 km au nord-est de la limite de la MRC de Kamouraska (territoire non organisé de Picard ;
- 5,8 km au nord-ouest de la frontière entre le Québec et le Maine ;
- 11,7 km au nord-est de la confluence de la branche Ouest de la Petite Rivière Noire.

Cours du ruisseau à l’Eau Claire (segment de 7,8 km au Québec)
Le segment de ce cours d’eau en territoire canadien est nommé ruisseau à l'Eau Claire et coule comme suit :
- 1,3 km vers le sud, jusqu’à la limite du territoire non organisé de Picard ;
- 3,5 km vers le sud-est dans le territoire non organisé de Picard, jusqu’à un ruisseau (venant du sud-ouest) ;
- 1,4 km vers le sud-est, jusqu’à la limite de la municipalité de Saint-Athanase ;
- 1,0 km vers le sud-est dans Saint-Athanase, jusqu’à la limite du territoire non organisé de Picard ;
- 0,6 km vers le sud-est dans le territoire non organisé de Picard, jusqu’à la frontière entre le Québec et le Maine.

Cours de la West Branch Little Black River (segment de 6,2 km dans le Maine)
À partir de la frontière entre le Québec et le Maine, la branche Ouest de la Petite Rivière Noire coule comme suit :
- 2,8 km (ou 1,5 km en ligne directe) vers le sud-est en serpentant jusqu’au ruisseau Morrison (venant du sud-ouest) dont le cours débute dans le territoire non organisé de Picard, dans la municipalité régionale de comté (MRC) de Kamouraska, au Québec ;
- 3,4 km vers le sud-est, jusqu’à la confluence de la rivière[3].

Le ruisseau à l'Eau Claire se déverse dans une courbe de rivière sur la rive ouest de la Petite rivière Noire, laquelle coule vers le sud-est jusqu’à la rive nord du fleuve Saint-Jean.

## Toponymie
Le toponyme « ruisseau à l'Eau Claire » a été officialisé le 5 décembre 1968 à la Commission de toponymie du Québec 
Le toponyme « West Branch Little Black River » a été officialisé le 30 septembre 1980 au Geographic Names Information System (GNIS) des États-Unis.